# Позвоночное отверстие

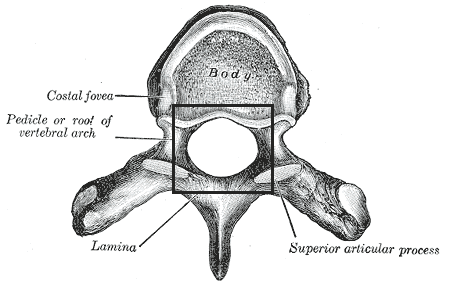
Изображение грудного позвонка. В центре — позвоночное отверстие.

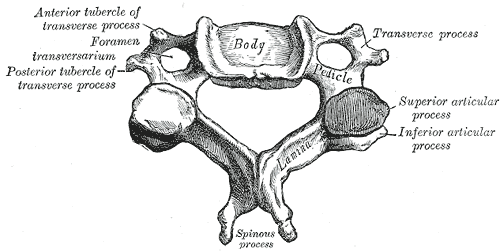
Изображение шейного позвонка. В центре — позвоночное отверстие.

Позвоночное отверстие (лат. foramen vertebrale) — это отверстие, образуемое телом позвонка, дугой позвонка и ножками дуги позвонка. Вместе позвоночные отверстия образуют позвоночный канал (начинается у первого шейного позвонка и заканчивается ниже пятого поясничного позвонка.